# My Wife Is a Gangster 2
My Wife Is a Gangster 2 (kor. 조폭 마누라 2 : 돌아온 전설 Jopog manura 2: Dolaon jeonseol) ist ein südkoreanischer Actionfilm mit Martial-Arts-Elementen des Regisseurs Jeong Heung-sun aus dem Jahr 2003. Die Inszenierung ist der zweite Teil einer Filmreihe um eine Scherenbandenchefin, die 2001 mit My Wife Is a Gangster begann und 2006 mit KillerLady fortgesetzt wurde.
Der Film wurde am 5. September 2003 in Südkorea veröffentlicht. Die deutsche Erstaufführung erfolgte am 4. Januar 2007.

## Handlung
Die kampferprobte Eun-jin ist Chefin der mächtigen „Scherenbande“, einer gefürchteten kriminellen Vereinigung. Eines Tages wird sie bei einer Auseinandersetzung mit einer gegnerischen Organisation vom Dach eines Hochhauses gestoßen. Sie überlebt, verliert jedoch durch den Sturz ihr Gedächtnis. Schwer verletzt wird sie von dem biederen China-Restaurantbesitzer Jae-cheol gefunden, der sie, nachdem er ihr Mobiltelefon entsorgt, bereitwillig aufnimmt. In Ermangelung ihres richtigen Namens nennt dieser die verwahrloste Frau einfach „Shu-Shu“. Außerdem lässt der alleinerziehende Vater die unter Amnesie leidende Eun-ji als Lieferantin bei sich arbeiten. Die einstige Bandenchefin führt zunächst ein fast normales Leben, obgleich sie zwanghaft versucht, ihre Identität wiederzuerlangen. Lediglich mit Ji-hyun, der pubertierenden Tochter Jae-cheol, gibt es anfangs kleine Unstimmigkeiten.
In der Zwischenzeit wird sie sowohl von den Mitgliedern ihrer Scherenbande als auch von ihren Feinden, einer Organisation namens „Weißer Hai“, gesucht. Während eines bewaffneten Bankraubes entdeckt Eun-ji zufällig ungeahnte Kampffähigkeiten, mit deren Hilfe sie den Überfall im Alleingang verhindert. Für ihren kämpferischen Einsatz und ihren Mut wird sie ausgezeichnet, so dass sowohl ihre Untergebenen als auch ihre Gegner auf sie aufmerksam werden. Des Weiteren wird sie von organisierten Kleinhändlern des Viertels zur neuen Vorsitzenden gewählt, um ein geplantes Bauvorhaben eines zwielichtigen Immobilienspekulanten zu unterbinden. Parallel dazu verschärft sich der Konflikt mit Ji-hyun, die sich ihr gegenüber stets respektlos verhält. Nach einem Wortgefecht zwischen den beiden Frauen stürzt Eun-ji unglücklich vom Dach des Restaurants. Dabei erlangt sie ihre Erinnerungen wieder.
Eun-jin entschließt sich zunächst, einer Protestaktion gegen den Abriss des Viertels beizuwohnen, in deren Verlauf sie verletzt wird. Mangels Unterstützung der ansässigen Geschäftsleute, die trotz Zusage jener Aktion fernbleiben, gibt sie daraufhin ihr friedliches Leben auf. Sie kehrt zu ihrem Gangsteralltag zurück und entfremdet sich gänzlich von Jae-cheol und dessen Restaurant. Mit einem alles entscheidenden Kampf will sich die legendäre Unterweltchefin den Weißen Haien stellen, doch bevor es dazu kommt, wird sie in eine Intrige verwickelt. Ihr Gegenspieler, der Bösewicht Baek Sang-eo, erpresst Jae-cheol und entführt dessen jugendliche Tochter. Eun-jin versucht daraufhin die Entführte zu befreien, tappt aber in eine Falle. Diverse Kampfhandlungen schließen sich an. Mitten im Getümmel wird der plötzlich erscheinende Jae-cheol tödlich verletzt. Erst als die Scherenbande aktiv in das Kampfgeschehen eingreift, unterstützt von aufgebrachten Nachbarn und Kleinhändlern, wendet sich das Blatt zugunsten von Eun-jin. Die Weißen Haie werden besiegt und die Bandenchefin nimmt sich der verwaisten Ji-hyun an.
Am Ende des Films wohnt Ji-hyun als Mitglied der Scherenbande einem weiteren Konflikt bei. Ein Rauschgifthändlerring droht in das heimische Territorium einzudringen. Eun-jin stellt sich mutig ihrer rot gekleideten Gegnerin.

## Kritiken
Das Lexikon des internationalen Films schrieb, das Sequel einer Actionkomödie setzte „ganz auf die Attraktivität seiner Hauptdarstellerin.“ Der Film verbinde „Slapstick-Elemente mit etlichen Martial-Arts-Einlagen.“